# Shinzo
Mushrambo (マシュランボー, Mashuranbō), conhecido no Ocidente como Shinzo, é uma série de anime para TV de 32 episódios, produzida pela Toei Animation. A história se passa num futuro pós-apocalíptico em que criaturas conhecidas como Enterranos (Matrixers, no original) tomaram a Terra para si e a raça humana foi dizimada.
Yakumo, a última humana sobrevivente, acorda de um estado de hibernação séculos após o planejado e recebe a missão de restabelecer a ordem na Terra e restaurar a humanidade. No percurso, encontra três Enterranos que, ao presenciar sua bondade, passam a protegê-la em sua árdua jornada rumo a Shinzo (Center, no original), castelo onde supostamente se refugiam os humanos sobreviventes. No caminho, encontram diversos seres que, seja por lendas ou temor, passam a hostilizá-los.

## Fundo
A série é uma adaptação do romance chinês do século 16, Jornada ao Oeste de Wu Cheng'en, transplantando os eventos para um futuro distante cenário de ficção científica. Tang Sanzang torna-se Yakumo, uma garota encarregada de reviver a raça humana em vez de recuperar as escrituras sagradas. Sha Wujing torna-se Sago, Zhu Bajie torna-se Kutal (que se transforma em leão), e Sun Wukong torna-se Mushra (mantendo a faixa de cabeça dourada do personagem e a equipe telescópica).

## História

### Primeira parte
Uma jovem humana chamada Yakumo. Seu pai, um cientista chamado Daigo Tetsuro a submeteu a um sono hibernal dentro de um robô (Hakuba) para livrá-la de um vírus que assolava a Terra e que estava matando os humanos e animais. Yakumo acaba permanecendo neste estado mais tempo do que estava programado. Quando desperta, encontra-se numa época em que a raça humana havia sido dizimada, e quem governa o mundo são seres chamados Enterranos, mutantes feitos pelos próprios seres humanos a partir do DNA de humanos e animais, e criados para resistir ao vírus que assolava o planeta. A rebelião destes seres ocorreu durante o sono de Yakumo. Sendo comandados por 7 poderosos generais Enterranos, os mutantes massacraram os humanos, rebatizando o planeta como Enterra. Criou-se então uma superstição entre os Enterranos com relação aos humanos: eles passaram a considerar estes últimos como monstros perversos que deveriam ser completamente extintos do planeta.
A missão de Yakumo consiste então em chegar ao lugar onde provavelmente encontram-se refugiados os últimos sobreviventes humanos: Shinzo, e onde encontrar-se-á o segredo para que Enterranos e humanos possam viver em paz e harmonia. Para chegar até lá, Yakumo contará com a ajuda de três Enterranos, os quais não compartilham as ideias do resto de sua espécie: Mushra, Sago e Kutal. Estes Enterranos podem transformar-se em seres superiores (Hiper-formas) e, em casos muito especiais, quando os três se transformam em um só, formam Mushrambo, o samurai supremo. Estes guerreiros comprometeram sua vida ao proteger sua amiga contra todos os perigos que se encontram no caminho a Shinzo, já que os Enterranos em geral não estão dispostos a permitir que a última humana de Enterra sobreviva. Ao mesmo tempo em que atravessam por problemas, vai se formando um elo de amizade cada vez mais forte, irrompível, muito especial no caso de Yakumo e Mushra.
Um dos sete generais, Rusphine, a soberana dos pássaros, possui o poder de atravessar o espaço-tempo, e conduz Mushra, Sago e Kutal ao passado, para que contemplem a terrível realidade: foi o próprio Mushrambo, o sétimo general e o mais poderoso, quem liderou os Enterranos no extermínio dos humanos. Os guardiões celestiais, conscientes do poder destrutivo de Mushrambo, separaram sua essência em três pedras (gemas), as quais foram outorgadas aos três companheiros quando ainda eram crianças. Graças a elas que eles podem se combinar para formar o "samurai supremo", ainda que com uma diferença em relação ao anterior, pois devido à bondade de Yakumo e ao amor que professa, este novo Mushrambo (que mais tarde adquire uma armadura dourada), não é mau e lutará para defender a jovem das mãos do antigo Mushrambo (que fora trazido ao presente por Rusphine e que absorveu as cartas dos outros 6 generais) até a morte.
Depois da terrível batalha, comovida pela perda de seus protetores e pelo poder que despertou em si, Yakumo deverá chegar até Shinzo, e para lá se dirige, sempre a oeste.

### Segunda parte
Yakumo conseguiu chegar a Shinzo, ainda que à custa da vida de seus três queridos amigos. O que houve foi que se criou uma linha temporal alternativa e o futuro e passado foram reescritos. Nessa linha do tempo não houve a guerra entre humanos e Enterranos e estes viviam em paz, mas um novo perigo acerca Enterra. O meteorito que caiu sobre o planeta (e graças ao qual Yakumo e o novo Mushrambo obtiveram seus enormes poderes), encerra um antigo guardião celestial, um renegado ansioso pelo poder, destinado a vagar pelo espaço em seu cárcere de pedra. Este perigoso adversário, chamado Lanancoras, tem a seu serviço os guerreiros kadrians, seres capazes de perder sua estrutura física e transformarem-se no que quiserem. Dado momento o meteorito se choca contra a terra e fica fragilizado, facilitando assim a saída de Lanancoras.
Yakumo, através de seu poder, tenta atrasar ao máximo a saída de Lanancoras e permanece em Shinzo. Entretanto, envia uma jovem humana chamada Binka à procura de Mushra, Sago e Kutal, para conduzi-los até as ruínas de Shinzo, crendo que somente Mushrambo pode deter Lanancoras.
Depois de combaterem o general kadrian Aires e evitarem suas emboscadas, os três Enterranos e Binka chegam por fim até Shinzo, onde Yakumo, debilitada por tentar reter Lanancoras em sua prisão e derrotar a outra general Kadrian Lunária, cede por fim e sacrifica suas últimas forças para o bem de Enterra. Lanancoras é um ser demasiado poderoso e nem sequer Golden Mushrambo, louco de ira pela morte de Yakumo, a quem ama, consegue vencê-lo. O kadrian recupera as três gemas mágicas e Mushra, Sago e Kutal perdem suas Hhiper-formas. Mushra resiste até suas últimas forças para vencer o mal.
Os guardiões celestiais o ajudam, dando-lhe permissão para utilizar a Espada Reversora, a essência de todo seu poder, mas nem isso é suficiente. Mushra deve despertar, recordar seu passado, e por fim se revela toda a sua verdadeira história, uma história que nem mesmo ele conhecia. Mushra já foi um guardião celestial. Com certeza o mais ousado, corajoso, apaixonado e determinado guardião que já existiu. Era ele o guardião que havia lançado mão de sua eternidade para aprisionar Lanancoras e que agora, tendo se tornado mortal, deve aniquilar um ser considerado imortal. Lanancoras rouba os cristais de Mushra, Sago e Kutal. Tendo os cristais, a carta de Mushrambo forma-se nas mãos de Lanancoras, e este a destrói, mas Yakumo, com sua influência e seu poder, consegue fazer com que Mushrambo ressurja: sem que Sago e Kutal tenham que morrer para que isso aconteça. Os três estenderam o braço direito, formando uma "estrela" de 3 pontas, e assim se fundiram, formando Mushrambo. Mas Mushrambo não é suficientemente forte. Quando Lanancoras está para absorvê-lo, Hacuba intervém, absorve as cartas dos outros 6 generais Enterranos e se acopla a Mushrambo. Surge então o Golden Mushrambo e de seus punhos se materializa uma espada magnífica. a espada reversora. Um dos segredos mais bem guardados do universo. e a única coisa que Lanancoras teme. Golden Mushrambo destrói Lanancoras facilmente, mas Yakumo está debilitada e prestes a morrer. Lanancoras ressurge. Porque? Ele foi um guardião celestial e por isso é imortal. Ele absorve Yakumo e Mushra fica possesso! Mushra, em sua forma normal, toma para si a espada reversora e ataca Lanancoras. A cada ataque que faz, Mushra fica mais forte. Mushra fica como se estivesse possuído. Até a Binka se assusta! Chega uma hora em que Mushra consegue cortar Lanancoras, Mushra corta Lanancoras de cima a baixo, mas a espada se quebra ao meio. Ele tenta atacar Lanancoras mesmo sem estar armado, mas Lanancoras acaba matando-o e destruindo sua Encard. Mushra é recepcionado no "além" ou "céu" por Yakumo (que ainda não morreu, mas está num estado de animação suspensa, quase um coma). Ele diz que quer voltar e destruir Lanancoras. então os Guardiões Celestiais mostram-lhe cenas do passado, quando Mushra era um Guardião e abriu mão de sua imortalidade para aprisionar Lanancoras, a fim de salvar seu planeta favorito, a Terra, das garras do kadrian. Agora, sabendo de seu poder celeste, Mushra volta com a permissão dos Guardiões e se funde com a carta celeste (formada quando ele aprisionou Lanancoras). Surge assim o Mushra Guardian, ou Mushra Guardião Celestial. A batalha se desenrola e Lanancoras, vendo que não tem saída, diz que fez com que uma bola de fogo se desprendesse do sol. Esta se encaminha em direção ao planeta. Mushra golpeia Lanancoras, deixando-o desacordado e o leva em direção à bola de fogo, a fim de que o choque com o ex-guardião altere ou detenha a rota de colisão da bola de fogo com o planeta. Yakumo o acompanha em espírito e os 3 morrem (só que o corpo de Yakumo está em Enterra). Mushra sempre dizia a si mesmo em relação a Yakumo: "Não sei como, não sei porquê, só sei que nosso destino é ficarmos juntos". Pois antes de morrerem, é Yakumo quem diz: "Eu sempre soube que nosso destino era ficarmos juntos". Yakumo é enterrada, mas Sago, Kutal e Binka não sabem que Mushra morreu e se despedem do túmulo de Yakumo dizendo que vão sair por aí em busca de Mushra. Os guardiões celestiais reconhecem o valor de Mushra e dizem que ele merece presenciar os resultados de seu feito, por isso o enviam novamente para Enterra, no mesmo corpo. Mushra aparece pegando a carta celeste num pântano, sorri e vai embora.

## Personagens principais
- Yakumo (ヤクモ, Yakumo) é uma jovem humana, bondosa, amável e com um poder oculto, graças ao meteoro que ela absorveu quando neném. Não gosta quando algum inimigo é "encartado", pois acha que ele poderia se redimir.
- Mushra (マシュラ, Mashura) é protagonista do anime, um Enterrano ousado, astuto, rápido e que adora lutar. Na sua forma normal age como criança, mas ao se transformar se torna um guerreiro que nunca subestima o inimigo. Gosta de mostrar para os outros que é o bom, é o esquentadinho do grupo e sempre espera a hora certa para se transformar. Seu elemento é o fogo.
- Sago (サーゴ, Sāgo) é amigo de Mushra. É um Enterrano astuto e inteligente, mas reservado, não gosta muito de lutar. Pode-se dizer que sua característica principal é a sagacidade. Conhece muito bem Mushra, a ponto de explicar a Kutal os planos do amigo enquanto este está lutando. Sago leva uma vida boêmia: gosta de bares, dinheiro, jogos e não resiste a um carteado. Sago tem controle sobre a água.
- Kutal (クータル, Kūtaru) é um Enterrano felino que comia humanos, mas acabou criando uma ligação com a Yakumo, assim os três criaram um elo com ela e sempre querem a proteger. Kutal é o mais atrapalhado do grupo, antes de se transformar não consegue lutar muito, mas ao se transformar se torna muito poderoso apesar de ser o mais fraco do grupo. Seus ataques costumam ser terrestres.
- Mushrambo (マシュランボー, Mashuranbō) quando Sago e Kutal são encartados Mushra pode absorvê-lo, se tornando Mushrambo, um guerreiro perfeito para lutar. Sua aparência se assemelha à de samurai. Ele é sempre calmo nas lutas e nunca subestima o inimigo.
- Mushrambo dourado (ゴールドマシュランボー, Gōrudo Mashuranbō) é a Hiper-forma de Mushrambo, apareceu pela primeira vez na luta contra Dark King Mushrambo, sendo que a armadura e o cabelo dele ficam dourados, tendo agora poderes de luz, ele é muito poderoso e quando ele se une a Hakuba e aos os outros seis generais Enterranos eles trazem a lendária espada reversora, que utilizou na luta contra Lalancuras.
- Hakuba (ハクバー, Hakubā) foi construído pelo pai de Yakumo, é um robô criado para protegê-la, tem uma defesa muito forte e ele consegue se unir a Enterranos encartados pegando o poder principal dos mesmos, quando Hakuba se funde com as cartas dos seis generais Enterranos ele se transforma na lendária Espada Reversora, que é utilizada por Mushrambo e Mushra.
- Binka (ビンカ, Binka) ela é uma garota que é muito forte e decidida e de personalidade ativa, ela está sempre com sua bazuka com a qual usou para libertar Mushra. Quando Yakumo chegou a Shinzo, ela mudou a linha temporal fazendo que a guerra entre humanos e Enterranos nunca acontesse-se. Mas algo aconteceu, Lanancoras que estava preso no meteoro queria ressurgir. Temendo pela vida na terra, Yakumo enviou Binka para achar Mushra e seus amigos para que se transformassem em Mushrambo e trouxe-se a paz de volta à Terra.

## Vilões
- Mushrambo Negro (ブラックマシュランボー, Burakku Mashuranbō) é movido apenas pela vontade de matar, na verdade é o Mushrambo normal só que com uma carta negra, a carta negra foi destruída pelo amor de Yakumo mais o poder do meteoro que tem ligação com Mushrambo.

### Enterranos
Os Enterranos, ou Matrixers (マトリクサー, matorikusā), como são chamados no original, são seres criados a partir da união do DNA humano e animal. Como a Terra se encontrava assolada por um vírus e os animais eram imunes a ele, tiveram a ideia de obter uma vacina através dos Enterranos. Muitos são guerreiros formidáveis com grande inteligência, força e habilidades. No entanto, há Enterranos que não tem grandes poderes e vivem de forma semelhante aos humanos. Os mais poderosos têm uma habilidade de transformação chamada Hiper-forma, que os permite ampliar os poderes temporariamente. Quando derrotado, o Enterrano  se transforma em uma carta, que pode ser absorvida por outro deles, adquirindo assim, características e poderes do Enterrano absorvido.
- Daku, o rei dos insetos, ele é um dos sete generais Enterranos que lutaram na guerra contra os humanos, era o mais poderoso dos insetos, e tinha a forma de um besouro com uma armadura prateada e vestimentas de rei. Ele enviou Katai, seu servo que tinha o poder de se transformar no que quisesse, ele se transformou em Kiri, uma humana para trazer Yakumo ao seu castelo para captura. Lá, Daku lutou com Mushra, Sago e Kutal no seu hipermodo chamado Inseto-Rei, ficando maior e com sua armadura dourada. Nesta forma ele rivalizava Mushra, Sago e Kutal nas suas Hiper-formas. Quando estava prestes a ser derrotado, absorve a carta do seu servo Katai, ficando totalmente de metal, e com o novo poder de ficar invisível. Agora ele derruba facilmente Sago e Kutal, e quando estava prestes a vencer Mushra, ele vê o ataque de Daku, e o atinge, dando chance para Kutal e saga finalizarem e vencerem Daku.
- Ryuma, o rei dos répteis, ele é um dos sete generais Enterranos que lutaram na guerra contra os humanos, ele é um Enterrano humanoide com olhos de serpente, ele tem ambição de ser tornar rei de Enterra, mas Mushrambo estava em seu caminho, para isso manda Grandora a atacar Mushra e seus amigos para que eles fossem obrigados a invocar Mushrambo, então ele Utiliza a carta negra para transformar Mushrambo em Mushrambo negro para o controlar, então ele captura Yakumo e a força a se casar com ele, apenas para provar que poderia fazer o que quisesse. mas Mushrambo negro aparece e impede a cerimônia, Ryuma não possúi mais controle sobre Mushrambo, o coração de Yakumo é mais forte que a sua carta negra. Ryuma então decide matar Yakumo para Mushrambo voltar a ser controlado por ele, mas, quando ia matar Yakumo, Mushrambo impede. Ryuma convoca Grandora para atacar Mushrambo, mas Grandora é derrotado. Ryuma entra no seu hipermodo chamado Serpente-Guerreira, onde fica verde e com roupas de batalha, e absorve a carta de Grandora, se tornando o Grande Samurai Ryuma, um dragão humanóide, o réptil mais poderoso de enterra, o seu gelo foi capaz de congelar Mushrambo, porém, Mushrambo mostra seu ódio derrotando o grande Ryuma com uma poderosa explosão negra.
- Franken, o rei de todas as criaturas do mar, ele é um dos sete generais Enterranos, ele é um Enterrano com forma de um humanoide tubarão, provavelmente devia ter inúmeras habilidades aquáticas, assim como Sago, mas morreu durante a guerra de enterra. Franken tem sua carta absorvida pela ave rainha Rusephine, e posteriormente por Mushrambo maligno. Dizem que o ataque de Chamas Azuis de Mushrambo maligno foi por causa da absorção da carta de Franken.
- Diehanger, o rei de todas as feras selvagens, ele é um dos sete generais Enterranos ele se assemelha a um lobo com garras e presas poderosas, possuía uma arma com espinhos. mas foi transformado em carta durante a guerra de enterra. Posteriormente teve sua carta absorvida por Rusephine, e depois por Mushrambo maligno. Dizem que o ataque de rajadas de energia que Rusephine usou em Yakumo, após absorver as cartas dos reis, era de Diehanger, pois o golpe saía de uma boca selvagem, que foi feita pela carta de Diehanger.
- Kimylas, o rei das feras fantasmas, ele é um dos sete generais Enterranos, tem um corpo composto por vários animais, como touro e cavalo, fazendo referência a quimera, é considerado o mais forte entre os três mortos na guerra de enterra, e dando referência de que foi dele que Dark King Mushrambo tirou o poder de atravessar materiais sólidos, o poder fantasma.
- Rusephine, a rainha dos pássaros, ela é uma dos sete generais Enterranos, a única general feminina, ela se assemelha a uma Harpia com poderes sobre o ar e sobre o tempo, ela luta contra Msuhra e o rivaliza, mas, usa o seu hipermodo chamado Hiper-Garra, onde ela fica verde e ganha armaduras, Mesmo assim, com a ajuda de Sago e Kutal, Mushra a vence, ela reaparece e leva Mushra, Sago e Kutal ao passado e os revela a verdade sobre Mushrambo, ela absorve a carta dos outros seis generais, se tornando um monstro horrendo, com partes dos outros reis. Os pés de réptil, Ryuma, a cintura de fantasma, Kimylas, o tronco de animais selvagens, Diehanger, os braços de inseto, Daku, o pescoço de animais aquáticos, Franken, e a cabeça e as asas de aves. e  para derrotar Mushrambo que logo depois se transforma em Mushrambo dourado, então ela traz o Mushrambo original para lhe ajudar, mas este a elimina e absorve as cartas de todos generais.
- Dark king Mushrambo o rei de todos os Enterranos,o setimo general Enterrano, o mais poderoso entre todos os Enterranos, o Mushrambo original que é trazido de volta ao presente por Rusephine mas aderrota com um só golpe, pois não queria ser seu servo, assim ele absorve todas as outras seis cartas dos generais se transformando em dark King Mushrambo, um guerreiro maligno, com acesso ao poder de todos os outros generais, e enfrenta Mushrambo dourado em um batalha ardente e excitante em que só um podera sobreviver.
- Abelha Rainha uma enterrana que comanda uma colmeia de abelhas caçadoras, ela é bastante feia, mas poderosa na sua Hiper-forma ela lance inúmeros ferrões venenosos, ela tenta devorar Yakumo mas Mushra a impede a derrotando.
- Katriz um Enterrano com forma de louva-a-deus. É um caçador de recompensas e com seus comparsas louva-a-deus, tenta capturar Yakumo, mas Mushra o impede e derrota seu comparsas. No entanto, Katriz absorve as carta deles, ficando na Hiper-forma. Mesmo assim, Mushra o derrota de novo se transformando em hiper Mushra, mas Yakumo o impede de transforma-lo em carta ele foge. Ele reaparesse após Mushra derrotar a Abelha Rainha, absorvendo a carta dela e se tornado mais poderoso, mesmo assim novamente é derrotado por Mushra.
- Os irmãos aranha são dois Enterranos que parecem com aranhas, quando Yakumo ficou doente eles a sequestraram para devorá-la, acreditando que assim conseguiriam vida eterna, mas foram impedidos por Mushra que destruiu até suas cartas.
- Gyasa  um Enterrano formado por várias cobras, que lembra uma górgona, ele se intitula príncipe dos répteis. Gyasa é sarcástico e brincalhão, mas é muito cruel, ele transforma Yakumo em pedra e a joga em um lago ácido. Gyasa luta com Mushra, Sago e Kutal em suas Hiper-formas, mas é vencido facilmente por eles. Mas cada vez que é vencido Gyasa troca de pele, e volta sempre mais forte, ele é derrotado várias vezes, e sua força sempre aumenta, ele fica tão forte que vence Sago e Kutal. Mushra absorve as cartas deles e vira Mushrambo, Gyasa toma uma surra, mas invoca milhares de cartas serpentes e se une a elas, formando seu hipermodo, ele rivaliza Mushrambo, e fica invulnerável, fazendo so golpes se voltarem contra Mushrambo. Mushrambo logo ve seu ponto fraco e o derrota de uma vez por todas.

## Lista de episódios

### 1ª Temporada
| Nº | Título no Brasil                  | Título no Japão                                                                    | Exibição original       |
| -- | --------------------------------- | ---------------------------------------------------------------------------------- | ----------------------- |
| 1  | O despertar                       | 轟爆戦士いきなり怒変身 (Gōbaku senshi ikinari do henshin)                          | 5 de fevereiro de 2000  |
| 2  | Quatro é demais                   | 100億力だ!!スッゲェぞ怒鉄拳!! (Hyaku oku riki da!! Suggē zo do tekken!!)           | 12 de fevereiro de 2000 |
| 3  | A teia do mal                     | 怒倒!!極悪クモ兄弟・金と銀 (Dotō!! Gokuaku kumo kyōdai - Kin to gin)               | 19 de fevereiro de 2000 |
| 4  | Um dia no parque                  | マシュラ、遊園地で大暴れ!? (Mushra, yūenchi de ō abare)                            | 26 de fevereiro de 2000 |
| 5  | Kiri                              | 強すぎる!昆虫王ドッカク!! (Tsuyosugiru! Konchū ō Dokkaku!!)                        | 4 de março de 2000      |
| 6  | A batalha contra Daku             | 最終決戦!マシュラvs昆虫王 (Saishū kessen! Mashura tai konchū ō)                    | 11 de março de 2000     |
| 7  | Jornada na floresta               | 新大陸突入!ジャングルにひそむ怪人 (Shintairiku totsunyū! Janguru ni hisomu kaijin) | 18 de março de 2000     |
| 8  | Os répteis                        | マシュラ激闘! スクールウォーズ!! (Mushra gekitō! Sukūruu Wōzu)                     | 25 de março de 2000     |
| 9  | Gyasa                             | 敗北!クータル、サーゴ死す! (Haiboku! Kūtaru, Sāgo shisu!)                          | 1 de abril de 2000      |
| 10 | Mushrambo: O último samurai       | 無敵の超戦士マシュランボー (Muteki no chōsenshi Mashuranbō)                        | 8 de abril de 2000      |
| 11 | O confronto dos Hiper-Guerreiros  | 脅威のチカラだ!ギャザ粉砕! (Kyōi no chikara da! Gyaza funsai!)                     | 15 de abril de 2000     |
| 12 | O teste                           | マシュラ・謎の老師に入門か!? (Mashura - nazo no rōshi ni nyūmon ka!?)              | 29 de abril de 2000     |
| 13 | Ryuma, o senhor dos répteis       | 敵か味方か? 破壊神マシュランボー (Teki ka mikata ka? Hakaishin Mashuranbō)         | 26 de maio de 2000      |
| 14 | O espírito perverso da destruição | ノンストップ暴走! 黒い破壊神 (Nonsutoppu Bōsō! Kuroi Hakushin)                     | 13 de maio de 2000      |
| 15 | Mechano City                      | 天空のロボット王国メカノシティ (tenkū no robotto ōkoku mekanoshitei)               | 20 de maio de 2000      |
| 16 | O robô gigante                    | 巨大ロボ発進!謎のカード工場 (kyodai robo hasshin! nazo no kado kōjō)               | 27 de maio de 2000      |
| 17 | A grande guerra                   | 弱点なし!?悪魔の発明エッグカード (jakuten nashi!? akuma no hatsumei eggukado)      | 3 de junho de 2000      |
| 18 | O segredo dos sete                | 7大将軍の秘密! (7 daishōgun no himitsu!)                                           | 10 de junho de 2000     |
| 19 | O demônio emplumado               | 倒せ!最強の鳥獣王ルシフェーヌ (Taose! Saikyo no Torijūō Rusephine)                 | 17 de junho de 2000     |
| 20 | Os dois Mushrambos                | 大激突!マシュラVSマシュランボー (dai gekitotsu! Mashura vs Mashuranbo)             | 24 de junho de 2000     |
| 21 | A grande batalha final            | 戦いの果てに… (tatakai no hate ni...)                                              | 1 de julho de 2000      |

### 2ª Temporada
| Nº | Título no Brasil              | Título no Japão                                                      | Exibição original      |
| -- | ----------------------------- | -------------------------------------------------------------------- | ---------------------- |
| 22 | Um novo começo                | オレは最強王・マシュラさまだ! (ore ha saikyō ō. mashura samada!)     | 8 de julho de 2000     |
| 23 | Garras de ursos               | 勇者復活のハイパーフォーム! (yūsha fukkatsu no haipafomu!)           | 15 de julho 2000       |
| 24 | O parque dos horrores         | 地獄の使者その名はアイリス!! (jigoku no shisha sono mei ha airisu!!) | 22 de julho de 2000    |
| 25 | O guerreiro de metal          | 目覚めよ!マシュランボー (Mezame yo! Mushrambo)                       | 29 de julho de 2000    |
| 26 | Começo sem fim                | 遅すぎた再会 (Sore wa 'Ososugita Saikai)                             | 12 de agosto de 2000   |
| 27 | O retorno de Lanancuras       | 最後の希望 (Saigo no Kibou)                                          | 19 de agosto de 2000   |
| 28 | Lanancuras livre finalmente   | ヤクモ落日に死す (yakumo rakujitsu ni shisu)                         | 26 de agosto de 2000   |
| 29 | O grande desafio de Mushrambo | 果てしなき死闘 (hate shinaki shitō)                                  | 2 de setembro de 2000  |
| 30 | A missão de Mushra            | マシュラの使命 (mashura no shimei)                                   | 9 de setembro de 2000  |
| 31 | O sobrevivente                | 心ある戦い (Shinaru Tatakai)                                         | 16 de setembro de 2000 |
| 32 | Vida longa para Yakumo        | さらばマシュランボー (Saraba, Mushrambo)                             | 23 de setembro de 2000 |